# Elodina primularis
Elodina primularis is een vlindersoort uit de familie van de Pieridae (witjes), onderfamilie Pierinae.
Elodina primularis werd in 1882 beschreven door Butler.